# 말린 크러스테프

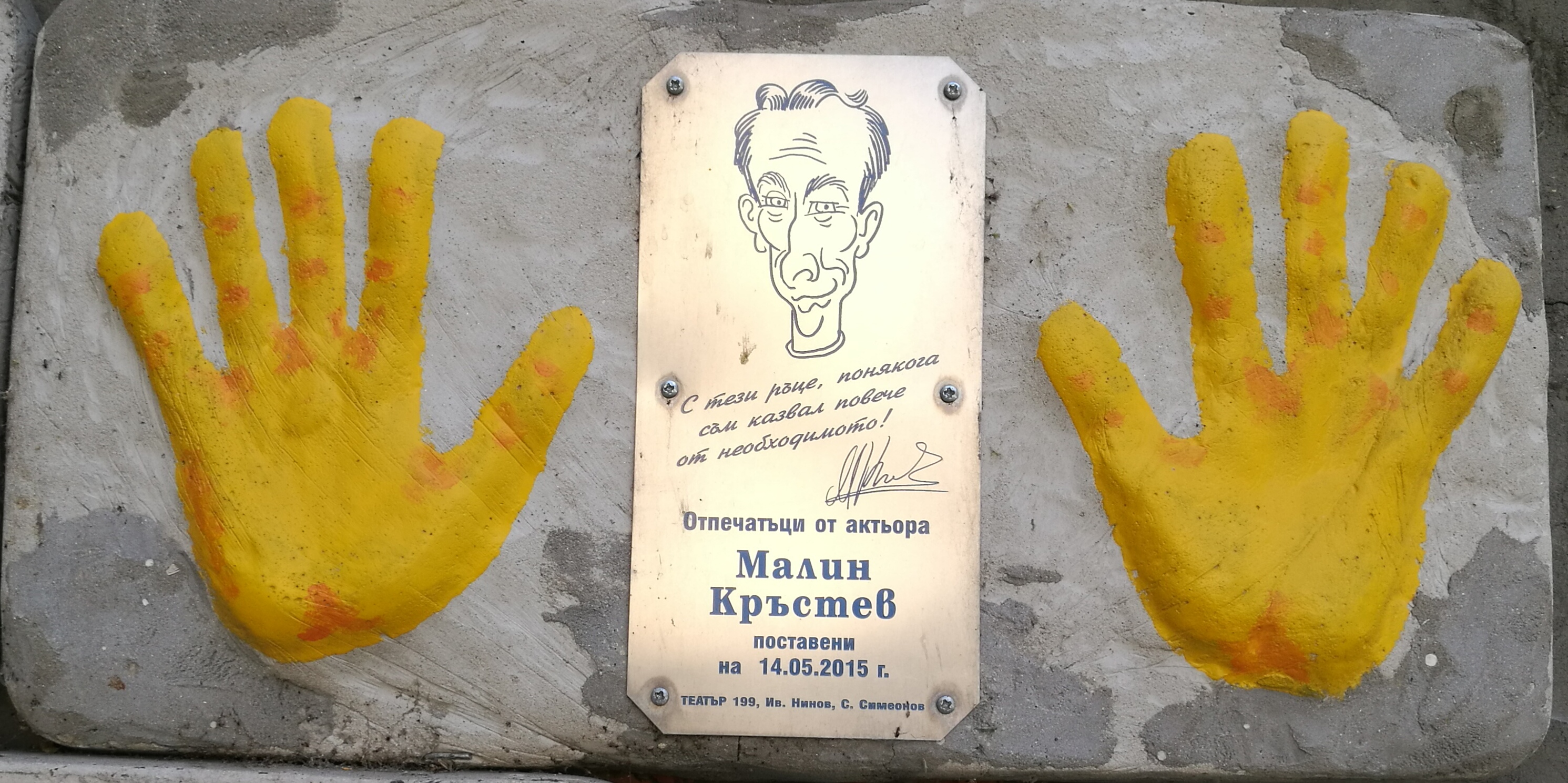
소피아 199번 극장 앞에 설치된 명예의 벽에 새겨진 크러스테프의 손도장

말린 크러스테프(불가리아어: Малин Кръстев, 1970년 4월 23일~)는 불가리아의 배우이다.

## 작품 목록

### 영화
- 더 페트로프 파일 (2014년)
- 미션 런던 (2010년)
- 아이 엠 데이빗 (2003년)
- 락 앤 초콜릿 (2002년)
- 동쪽 서쪽 (1999년)